# 3. ŽNL Vukovarsko-srijemska NS Vinkovci 2010./11.
| Mj. | Klub                     | Sus.                                 | Pob                                  | Rem                                  | Por                                  | GR                                   | Bod                                  |
| --- | ------------------------ | ------------------------------------ | ------------------------------------ | ------------------------------------ | ------------------------------------ | ------------------------------------ | ------------------------------------ |
| 1.  | NK Marinci               | 18                                   | 14                                   | 3                                    | 1                                    | 52:18                                | 45                                   |
| 2.  | NK Slavonac Prkovci      | 18                                   | 12                                   | 3                                    | 3                                    | 47:25                                | 39                                   |
| 3.  | NK Polet Donje Novo Selo | 18                                   | 9                                    | 3                                    | 6                                    | 44:29                                | 30                                   |
| 4.  | NK Bosut Apševci         | 18                                   | 8                                    | 5                                    | 5                                    | 37:29                                | 29                                   |
| 5.  | NK Sremac Markušica      | 18                                   | 7                                    | 6                                    | 5                                    | 45:34                                | 27                                   |
| 6.  | NK Čelik Gaboš           | 18                                   | 7                                    | 3                                    | 8                                    | 46:49                                | 24                                   |
| 7.  | NK Đezelem Korođ         | 18                                   | 7                                    | 1                                    | 10                                   | 50:54                                | 22                                   |
| 8.  | NK Borac Banovci         | 18                                   | 5                                    | 3                                    | 10                                   | 42:53                                | 18                                   |
| 9.  | NK Podgrađe              | 18                                   | 4                                    | 2                                    | 12                                   | 23:47                                | 14                                   |
| 10. | NK Obilić Ostrovo        | 18                                   | 1                                    | 3                                    | 14                                   | 21:69                                | 6                                    |
| 11. | NK Lovor Nijemci         | odustao od natjecanja nakon dva kola | odustao od natjecanja nakon dva kola | odustao od natjecanja nakon dva kola | odustao od natjecanja nakon dva kola | odustao od natjecanja nakon dva kola | odustao od natjecanja nakon dva kola |

NK Lovor Nijemci je zbog neopravdanog odustajanja od natjecanja kažnjen sa 6 negativnih bodova na početku sezone kada se vrate natjecanju.

## 1. kolo (29. kolovoza 2010.)
Obilić Ostrovo – Borac Banovci 	 2:3

Marinci – Podgrađe 4:0

Sremac Markušica – Lovor Nijemci 3:0

Polet Donje Novo Selo – Čelik Gaboš 4:2

Slavonac Prkovci – Bosut Apševci 0:3

Đezelem je slobodan

## 2. kolo (5. rujna 2010.)
Čelik Gaboš – Slavonac Prkovci 1:1

Lovor Nijemci – Polet Donje Novo Selo 0:3

Podgrađe – Sremac Markušica 2:2

Borac Banovci – Marinci 1:5

Đezelem Korođ – Obilić Ostrovo 7:1

Bosut Apševci je slobodan

NK Lovor Nijemci je odustao od natjecanja

## 3. kolo (12. rujna 2010.)
NK Marinci – NK Đezelem Korođ	4 : 0

NK Sremac Markušica – NK Borac Banovci	3 : 0

NK Polet Donje Novo Selo – NK Podgradje	2 : 0

NK Bosut Apševci – NK Čelik Gaboš	1 : 2

## 4. kolo (19. rujna 2010.)
NK Podgrađe – NK Slavonac Prkovci	2 : 5

NK Borac Banovci – NK Polet D.N.Selo	- : -

NK Đezelem Korođ – NK Sremac Markušica	3 : 4

NK Obilić Ostrovo – NK Marinci	0 : 2

## 5. kolo (26. rujna 2010.)
NK Bosut Apševci – NK Podgrađe	3 : 0

NK Slavonac Prkovci – NK Borac Banovci	6 : 1

NK Polet D.N.Selo – NK Đezelem Korođ	4 : 1

NK Sremac Markušica – NK Obilić Ostrovo	3 : 1